# Jan Reliszko
Jan Reliszko (ur. 24 grudnia 1886 w Łodzi, zm. 30 stycznia 1937 w Warszawie) – podpułkownik kawalerii Wojska Polskiego, działacz niepodległościowy, kawaler Orderu Virtuti Militari.

## Życiorys
Urodził się 24 grudnia 1886 w Łodzi, ówczesnym mieście powiatowym guberni piotrkowskiej, w rodzinie Andrzeja i Katarzyny z domu Hejpel. Był starszym bratem Alfreda (ur. 1893), rotmistrza, odznaczonego Krzyżem Walecznych. W 1905 ukończył naukę w Szkole Handlowej w Łodzi. W tym samym roku wziął czynny udział w strajku szkolnym.
W 1908 wstąpił do Twerskiej Szkoły Kawalerii Junkrów (ros. Тверское кавалерийское юнкерское училище). 6 sierpnia 1910, po ukończeniu szkoły, został mianowany kornetem armijnej kawalerii ze starszeństwem z 6 sierpnia 1909 i wcielony do 13 narwskiego pułku huzarów (ros. 13-й гусарский Нарвский полк) w Siedlcach. Na stopień porucznika został awansowany 10 września 1913 ze starszeństwem z 6 sierpnia 1913. W szeregach narwskich huzarów walczył podczas I wojny światowej. 27 sierpnia 1914 był kontuzjowany pod wsią Prawno (Józefowem nad Wisłą). Awansował na stopień sztabsrotmistrza.
W listopadzie 1917, po rewolucji październikowej, na czele oddziału złożonego z Polaków – żołnierzy rosyjskiej 13 Dywizji Kawalerii wstąpił do I Korpusu Polskiego w Rosji. Oddział został wcielony do 2 szwadronu 3 pułku ułanów, a on objął jego dowództwo. W korpusie generała Dowbora-Muśnickiego służył do czasu jego rozbrojenia.
Po powrocie do Polski wstąpił do odtwarzanego 3 pułku ułanów i objął w nim stanowisko zastępcy dowódcy pułku. 15 lipca 1920 został zatwierdzony z dniem 1 kwietnia 1920 w stopniu majora, w kawalerii, w grupie oficerów byłych Korpusów Wschodnich i byłej armii rosyjskiej. Od 1 września do 18 października 1920 dowodził kombinowanym pułkiem jazdy. Wyróżnił się 5 września 1920 dowodząc wspomnianym oddziałem w czasie walk z Litwinami. 25 lipca 1921 dowódca 3 pułku ułanów, major Cyprian Bystram sporządził wniosek o odznaczenie Orderem Virtuti Militari.
Po zakończeniu działań wojennych wrócił stanowisko zastępcy dowódcy 3 pułku ułanów. Od 1 marca 1921 pełnił obowiązki dowódcy 27 pułku ułanów. 3 maja 1922 został zweryfikowany w stopniu podpułkownika ze starszeństwem od 1 czerwca 1919 i 56. lokatą w korpusie oficerów jazdy (od 1924 – kawalerii). Z dniem 1 kwietnia 1926 został przeniesiony służbowo na trzymiesięczny kurs doszkolenia sztabowych oficerów kawalerii w Obozie Szkolnym Kawalerii w Grudziądzu. W maju 1927 został zwolniony ze stanowiska dowódcy pułku i oddany do dyspozycji dowódcy Okręgu Korpusu Nr IX. W grudniu tego roku został przydzielony na stanowisko rejonowego inspektora koni w Sandomierzu. W listopadzie 1928 został przeniesiony służbowo na stanowisko rejonowego inspektora koni w Grodnie. W marcu następnego roku został zwolniony z zajmowanego stanowiska i oddany do dyspozycji dowódcy Okręgu Korpusu Nr III. Z dniem 31 sierpnia 1929 został przeniesiony w stan spoczynku. W 1934, jako oficer stanu spoczynku pozostawał w ewidencji Powiatowej Komendy Uzupełnień Grodno. Posiadał przydział do Oficerskiej Kadry Okręgowej Nr III. Był wówczas „przewidziany do użycia w czasie wojny”.
W grudniu 1931 został zatrudniony w 3 Okręgowym Urzędzie Wychowania Fizycznego i Przysposobienia Wojskowego w Grodnie na stanowisku okręgowego komendanta Przysposobienia Wojskowego Konnego. Początkowo pracował honorowo, a od stycznia 1933 jako pracownik kontraktowy z pensją 200 zł. W ramach osadnictwa wojskowego otrzymał działkę o powierzchni 14 ha w folwarku Jazowiec, w gminie Snów. Zmarł 30 stycznia 1937 w Warszawie, „po długich i ciężkich cierpieniach”, a 3 lutego 1937 został pochowany na cmentarzu Powązkowskim. Później został ekshumowany i 13 maja 1937 pochowany na cmentarzu katolickim w Snowiu.
Był żonaty, miał troje pasierbów: Tadeusza i Halinę (urodzonych 15 stycznia 1905) oraz Jarosława (ur. 15 kwietnia 1908).

## Ordery i odznaczenia
- Krzyż Srebrny Orderu Wojskowego Virtuti Militari nr 5287[33][34]
- Krzyż Walecznych dwukrotnie[35][36]
- Złoty Krzyż Zasługi[35]
- Medal Niepodległości – 23 grudnia 1933 „za pracę w dziele odzyskania niepodległości”[37][38][39]
- Medal Pamiątkowy za Wojnę 1918–1921[1]
- Medal Dziesięciolecia Odzyskanej Niepodległości[1]
- Odznaka pamiątkowa I Korpusu Polskiego w Rosji
- Medal Zwycięstwa[35]

rosyjskie
- Order Świętego Włodzimierza 4 stopnia z mieczami i kokardą – 4 listopada 1915[8]
- Order Świętej Anny 2 stopnia z mieczami – 5 października 1916[8]
- Order Świętego Stanisława 2 stopnia z mieczami – 8 czerwca 1916[8]
- Order Świętej Anny 3 stopnia z mieczami i kokardą  – 5 stycznia 1915[8]
- Order Świętego Stanisława 3 stopnia z mieczami i kokardą – 17 listopada 1915[8]